# Jennifer Garner
Jennifer Anne Garner (sinh ngày 17 tháng 4 năm 1972) là một nữ diễn viên người Mỹ. Bộ phim điện ảnh đột phá của cô là trong bộ phim hài Dude, Where's My Car (2000). Tiếp theo là một vai phụ trong Pearl Harbor (2001), Garner đã được người ta công nhận qua diễn xuất vai sĩ quan CIA Sydney Bristow trong phim hành động ly kỳ của ABC có tựa Alias, được phát sóng từ năm 2001 đến năm 2006. Nhờ vai diễn trong loạt phim này, cô đã giành được Giải Quả cầu vàng cho nữ diễn viên kịch truyền hình xuất sắc nhất và một giải SAG và nhận bốn đề cử Giải Emmy.
Trong lúc tham dự Alias, Garner đã giành được vai cameo trong Catch Me if You Can (2002), tiếp theo là một vai diễn hàng đầu được ca ngợi trong bộ phim hài lãng mạn 13 Going on 30 (2004). Garner đã diễn xuất trong các vai phụ cũng như các vai diễn chính bao gồm các bộ phim siêu anh hùng Daredevil (2003) và Elektra (2005), hài kịch Juno (2007), và bộ phim hài lãng mạn The Invention of Lying (2009). Trong thập niên 2010, cô đã diễn xuất trong phim hài lãng mạn Valentine's Day (2010), phim hài lãng mạn The Odd Life of Timothy Green (2012), phim về y khoa Dallas Buyers Club (2013), phim hài Alexander and the Terrible, Horrible, No Good, Very Bad Day (2014), và phim chính kịch Miracles from Heaven (2016).
Garner hoạt động thường xuyên như một nhà hoạt động giáo dục mầm non và là thành viên của Save the Children. Cô cũng là người ủng hộ cho các chiến dịch chống paparazzi trong số trẻ em của những người nổi tiếng. Garner có một mối quan hệ năm năm với Scott Foley từ 1998 đến 2003, trong thời gian đó họ kết hôn. Garner đã kết hôn Ben Affleck vào năm 2005, với người mà cô ấy có ba người con.

## Tiểu sử
Jennifer Garner sinh ngày 17 tháng 4 năm 1972 tại Houston, Texas, nhưng chuyển đến Charleston, West Virginia khi mới ba tuổi. Bố của cô, William John Garner, là kỹ sư hóa làm việc cho hãng Union Carbide còn mẹ cô, Patricia Ann (nhũ danh English), là một người nội trợ và sau này là giáo viên tiếng Anh tại một trường cao đẳng địa phương. Cô có một chị gái, Melissa Wylie, và một cô em gái, Susannah Carpenter. Garner đã mô tả mình như một đứa trẻ trung bình điển hình đã tìm cách phân biệt mình với người chị gái tài giỏi của mình. Trong khi Garner không lớn lên trong một gia đình hoạt động chính trị, cha cô "rất bảo thủ" và mẹ cô "xanh lặng lẽ." Cô học ở United Methodist Church địa phương mỗi ngày Chủ nhật và theo học Trường Vacation Bible. Vào thời kỳ tuổi niên thiếu, Garner và các chị em của mình không được phép trang điểm và sơn móng tay, đục lỗ tai hoặc nhuộm tóc; cô đã đùa rằng "việc cố chống lại" của gia đình trên thực tế là Amish."